# Hendricus Reneri

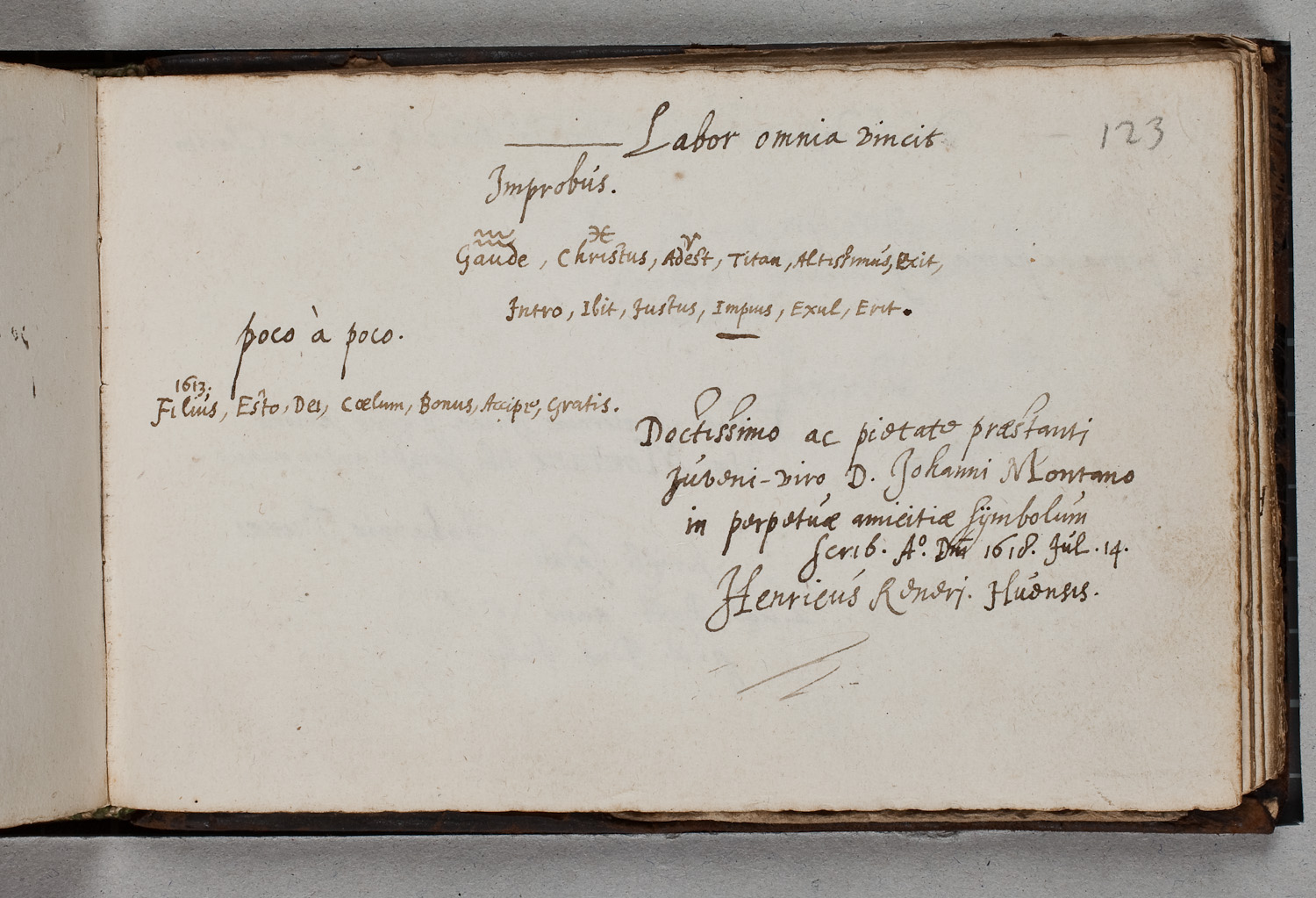
Bijdrage van Reneri aan het album amicorum van studiegenoot Johannes Montanus

Henricus Reneri of Renerius (Hoei, 1593 – Utrecht, 10 maart 1639) was hoogleraar filosofie in Deventer en Utrecht en bevriend met de Franse filosoof René Descartes.

## Leven
Reneri werd geboren in Hoei in het prinsbisdom Luik als zoon van een koopman. Hij studeerde vrije kunsten aan de universiteit van Leuven en theologie aan het bisschoppelijk seminarie van Luik. Na zijn bekering tot het calvinisme in 1616 ging hij naar de Nederlandse Republiek. Hij studeerde theologie aan het Collège Wallon in Leiden, maar hij brak zijn studie in 1621 af. De volgende tien jaar werkte Reneri als huisonderwijzer van de kinderen van een aantal Amsterdamse koopman-regenten, waaronder een zoon van Adriaan Pauw. In 1625 en 1629 schreef hij zich opnieuw in als student aan de Universiteit Leiden, maar nu als student geneeskunde. In 1631 werd hij benoemd als hoogleraar filosofie aan het Athenaeum Illustre van Deventer, nadat hij een benoeming in Leiden had afgeslagen en voor een positie in Franeker was gepasseerd. Vanaf 1634 bekleedde hij dezelfde leerstoel aan de pas gestichte illustere school van Utrecht, die werd verheven tot universiteit op 16 februari 1636.
Reneri onderwees in zijn openbare lessen scholastische logica en natuurfilosofie. In zijn thuisonderwijs schonk hij aandacht aan experimenten en de filosofie van Descartes. Naast zijn hoogleraarschap bouwde hij instrumenten en deed hij uitvindingen op het gebied van optica (in het bijzonder de camera obscura), de thermometer, de waterklok, alchemie, natuurlijke magie en chemisch geproduceerde geneesmiddelen. Verder werkte hij aan zijn eigen methode in de traditie van Petrus Ramus. Hij stierf op zesenveertigjarige leeftijd. Toen de hoogleraar geschiedenis Antonius Aemilius bij de begrafenis van Reneri in zijn lijkrede René Descartes meer centraal stelde dan Reneri, oogstte dat verbazing.
Reneri was bevriend met Descartes en een bewonderaar van zijn filosofie, met name de wiskundige aspecten ervan. Ze ontmoetten elkaar tijdens de winter van 1628-1629 via André Rivet. Descartes volgde Reneri naar Deventer en later naar Utrecht. Toen in 1637 het Discours de la Méthode verscheen belastte Reneri zich met de verzending van exemplaren aan Nederlandse relaties van de Franse filosoof. Reneri is echter niet te beschouwen als een cartesiaans filosoof omdat zijn werken weinig cartesiaanse invloeden vertonen. In zijn Utrechtse inaugurele rede bepleitte hij een wetenschappelijke methode in de lijn van het in de Republiek tamelijk populaire baconianisme.
Bewaard bleven een inaugurele rede en een aantal disputaties. Verder is er correspondentie overgeleverd, bestaande uit meer dan zestig brieven met vooraanstaande geleerden, filosofen, theologen, diplomaten en dichters uit de Republiek en het buitenland. Daaronder Pierre Gassendi over bijzonnen, de Leidse theoloog André Rivet bij wie hij in het verleden had ingewoond, Constantijn Huygens, Marin Mersenne en Pieter Cornelisz. Hooft

## Werken
- De lectionibus ac exercitiis philosophicis, Reneri's inaugurele rede aan de illustre school van Utrecht.[8]